# Odayeri, Eyüp
Odayeri là một xã thuộc huyện Eyüp, tỉnh Istanbul, Thổ Nhĩ Kỳ. Dân số thời điểm năm 2010 là 259 người.